# Agrídia (Réthymnon)
Agrídia, en grec moderne : Αγρίδια, est un village du dème de Mylopótamos, en Crète, en Grèce. Selon le recensement de 2011, la population de Tzannakianá compte 69 habitants. Il est situé à une altitude de 340 m et à une distance de 44 km de Réthymnon.

## Recensements de la population
| Recensements | 1928 | 1940 | 1951 | 1961 | 1971 | 1981 | 1991 | 2001 | 2011 |
| ------------ | ---- | ---- | ---- | ---- | ---- | ---- | ---- | ---- | ---- |
| Population   | 108  | 135  | 143  | 128  | 121  | 124  | 110  | 80   | 69   |